# Ѣ latin
 (juillet 2025).
Ѣ (minuscule : ѣ) est une lettre additionnelle latine utilisée dans l’écriture du bachkir dans les années 1930. Elle a la forme de la lettre cyrillique ïat mais représente une consonne fricative dentale sourde /θ/.

## Utilisation
Dans l’alphabet bachkir latin utilisé dans les années 1930 (l’alphabet de 1930 et sa révision de 1938), le Ѣ représente une consonne fricative dentale sourde /θ/, écrite avec la lettre esse cramponné ‹ Ҫ ҫ › dans l’alphabet bachkir cyrillique de 1939, par exemple dans uѣaq (уҫаҡ) « peuplier tremble ».

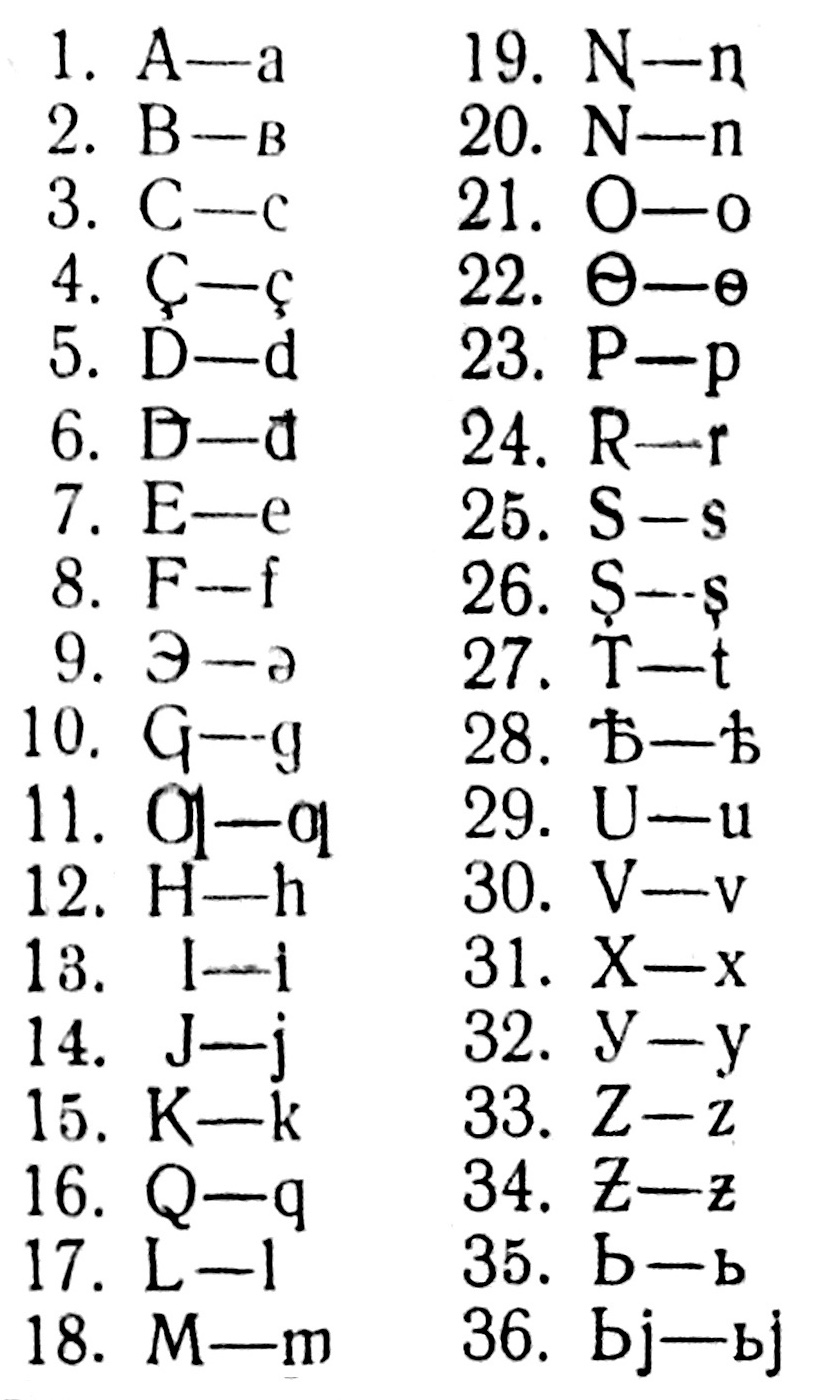
Alphabet bachkir de 1930.
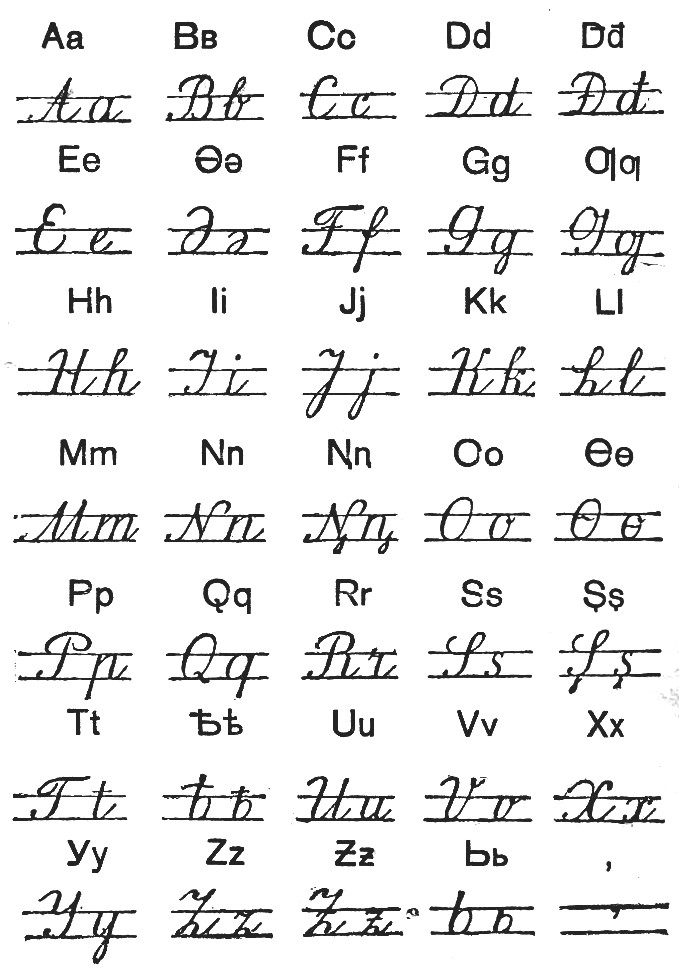
Alphabet bachkir en 1935.

## Représentation informatique
Le ѣ latin n’a pas de caractères qui lui sont propres. Il peut être représenté avec les mêmes caractères que la lettre cyrillique ïat : Ѣ U+0462 et ѣ U+0463.